# Niševac
Niševac (en serbe cyrillique : Нишевац) est un village de Serbie situé dans la municipalité de Svrljig, district de Nišava. Au recensement de 2011, il comptait 418 habitants.
Niševac est situé sur les bords du Svrljiški Timok.

## Démographie
| 1948  | 1953  | 1961  | 1971 | 1981 | 1991 | 2002 | 2011 |
| ----- | ----- | ----- | ---- | ---- | ---- | ---- | ---- |
| 1 185 | 1 239 | 1 131 | 895  | 752  | 607  | 523  | 418  |

|  |